# رافاييل كوريلز
رافاييل كوريلز (بالإسبانية: Rafael Corrales)‏ هو نقابي إسباني، ولد في 1957.